# Fuel (videohra)
Fuel (vydaná roku 2009) je závodní počítačová hra vyrobená týmem Asobo Studios a distribuovaná firmou Codemasters.
Podle Guinnessovy knihy rekordů obsahuje nejrozlehlejší hratelné prostředí ze všech kdy vytvořených konzolových her, 5560 čtverečních mil (cca 14400 čtverečních kilometrů). Je tedy o něco málo větší než Bahamy nebo Černá Hora a o něco málo menší než Východní Timor.
Hra byla vydána na PC, PlayStation 3 a Xbox 360.